# Brachioppia cajamarcensis
Brachioppia cajamarcensis är en kvalsterart som beskrevs av Hammer 1961. Brachioppia cajamarcensis ingår i släktet Brachioppia och familjen Oppiidae. Inga underarter finns listade.